# Родне – Ново-Место/Радече
Родне – Ново-Место/Радече – словенський газопровід, котрий подає ресурс до ряду районів на південному сході країни.
Трубопровід, який бере початок у Родне на трасі головного словенського газотранспортного коридора Цершак – Шемпетер, спорудили у другій половині 1980-х. Його довжина на головній ділянці до Ново-Место становить 72 км при діаметрі труб 400 мм.
Приблизно посередині траси відходить бічне відгалуження, котре прямує на північний захід уверх по долині Сави до Радече. Воно має загальну довжину 28 км, при цьому на першому відтинку довжиною 4,5 км до ТЕС Брестаніца діаметр труб становить 250 мм, між Брестаніцею та Севніцею цей показник зменшується до 200 мм, а на останньому відтинку довжиною 11,5 км від Севніци до Радече діаметр становить 150 мм.